# Joachim Karlsson
Joachim Karlsson, ofta kallad Jocke, född den 13 januari 1969 i Malmberget Gällivare kommun, är en svensk fotbollsspelare. Han har spelat flera säsongen för Göteborgsklubben Örgryte IS i allsvenskan som anfallare. Han har bildade där anfallspar med spelare som Marcus Allbäck och Johan Elmander.

## Statistik

### Matcher/mål
- Malmbergets AIF, : 0/0
- Örgryte IS, allsvenskan 1988: 0/0
- Örgryte IS, allsvenskan 1989: 0/0
- Trelleborgs FF, allsvenskan 1994: 25/8
- Trelleborgs FF, allsvenskan 1995: 21/5
- Trelleborgs FF, allsvenskan 1996: 23/7
- Örgryte IS, allsvenskan 1998: 18/5
- Örgryte IS, allsvenskan 1999: 21/6
- Örgryte IS, allsvenskan 2000: 20/2
- Örgryte IS, allsvenskan 2001: 22/5
- Örgryte IS, allsvenskan 2002: 15/5